# Kulturno dobro
Kulturno dobro svako je dobro od državnog interesa koje uživa državnu zaštitu. U širem smislu, kulturno dobro je kulturna baština koja pripada nekoj skupini ili društvu, tj. „nešto što ima i bit će očuvano kao kulturna vrijednost”.
Kulturno dobro uključuje nepokretne ili pokretne materijalne predmete kao što je svjetska baština UNESCO-a ili dobra u skladu s međunarodnim komitetom Modri štit, a može biti i nematerijalna kulturna baština. Koncept „baštine” (francuski héritage za „nasljeđe”) je krajem 18. stoljeća prvi uporabio Henri-Baptiste Grégoire, biskup Bloisa.

## Kulturna dobra u Hrvatskoj
Prema Zakonu o zaštiti i očuvanju kulturnih dobara Republike Hrvatske, kulturna dobra i sva preventivno zaštićena dobra su nacionalno blago, a mogu biti:
- pokretne i nepokretne stvari od umjetničkoga, povijesnoga, paleonotološkoga, arheološkog i znanstvenog značenja,
- arheološka nalazišta i arheološke zone, krajolici i njihovi dijelovi koji svjedoče o čovjekovoj prisutnosti u prostoru, a imaju umjetničku, povijesnu i antropološku vrijednost,
- nematerijalni oblici i pojave čovjekova duhovnog stvaralaštva u prošlosti kao i dokumentacija i bibliografska baština i
- zgrade, odnosno prostori u kojima se trajno čuvaju ili izlažu kulturna dobra i dokumentacija o njima.[1]

Svojstvo kulturnoga dobra, na temelju stručnog vrednovanja, utvrđuje Ministarstvo kulture rješenjem koje može donijeti bez prethodnog izjašnjavanja vlasnika i nositelja prava na kulturnom dobru.
Registar kulturnih dobara Republike Hrvatske javna je knjiga kulturnih dobara koju vodi Ministarstvo kulture. Sastoji se od tri liste: Liste zaštićenih kulturnih dobara, Liste kulturnih dobara nacionalnog značenja i Liste preventivno zaštićenih dobara.
Nepotpuni popisi zaštićenih dobara po hrvatskim županijama mogu se naći u kategoriji Zaštićeno kulturno dobro i na sljedećim stranicama:
- Popis dobara u Bjelovarsko-bilogorskoj županiji
- Popis dobara u Brodsko-posavskoj županiji
- Popis dobara u Dubrovačko-neretvanskoj županiji
- Popis dobara u Istarskoj županiji
- Popis dobara u Karlovačkoj županiji
- Popis dobara u Koprivničko-križevačkoj županiji
- Popis dobara u Krapinsko-zagorskoj županiji
- Popis dobara u Ličko-senjskoj županiji
- Popis dobara u Međimurskoj  županiji
- Popis dobara u Osječko-baranjskoj županiji
- Popis dobara u Požeško-slavonskoj županiji
- Popis dobara u Primorsko-goranskoj županiji
- Popis dobara u Sisačko-moslavačkoj  županiji
- Popis dobara u Splitsko-dalmatinskoj županiji
- Popis dobara u Šibensko-kninskoj županiji
- Popis dobara u Varaždinskoj županiji
- Popis dobara u Virovitičko-podravskoj županiji
- Popis dobara u Vukovarsko-srijemskoj županiji
- Popis dobara u Zadarskoj županiji
- Popis dobara u Zagrebačkoj županiji
- Popis dobara u Gradu Zagrebu